# بروموبرايد
بروموبرايد (بالإنجليزية: Bromopride)‏ هو دواء يُستعمل في علاج:
- عسر الهضم[9]

## دوره
يلعب هذا الدواء دورًا في علاج الأمراض كونه:
- مضادات الدوبامين
- مضاد قيء